# Victor Gaskin

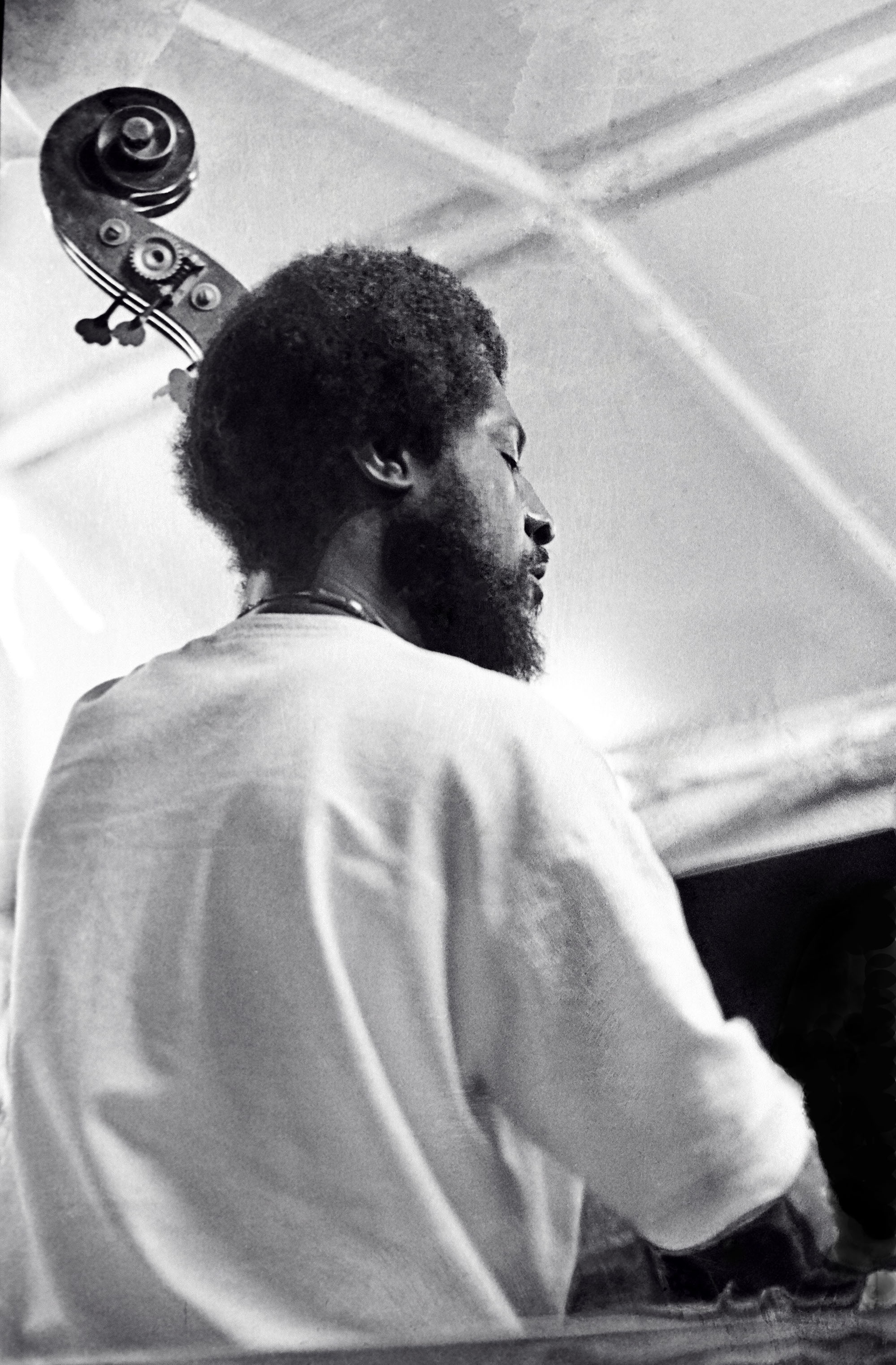
Victor Gaskin (1977)

Roderick Victor „Vic“ Gaskin (* 23. November 1934 in Bronx, New York; † 14. Juli 2012 in Frederiksted, Virgin Islands) war ein amerikanischer Bassist des Modern Jazz.

## Leben und Wirken
Gaskin stammt aus einer musikalischen Familie, die von den Virgin Islands einwanderte. Er hatte als Kind bei seinem Vater Gitarren- und Klavierunterricht und studierte an der New York School of Music. Nach seinem Militärdienst arbeitete er in Los Angeles zunächst in der Band von Paul Horn. Weiterhin spielte er bei Buddy Collette, den Jazz Crusaders, Gerald Wilson, Bud Shank, Monty Alexander und Roy Ayers (mit dem er auch aufnahm). 1964 wurde er Mitglied des Trios von Les McCann, um dann von 1966 bis 1969 im Quintett von Cannonball Adderley zu arbeiten (Er ist unter anderem auf dessen Kult-Album Mercy, Mercy, Mercy! Live at "The Club" und auch auf  Burnin’ in Bordeaux: Live in France 1969 zu hören).
Daran schlossen sich Jobs bei Thelonious Monk, Duke Ellington und Chico Hamilton an, bevor er 1972 Mitglied der Band von John Mayall wurde. Daneben trat er auf Festivals in Europa mit Leon Thomas und Oliver Nelson auf (Swiss Suite). Anschließend war er hauptsächlich als Fotograf tätig, spielte aber auch mit dem „New York Jazz Quartett“ und dem Pianisten Billy Taylor. Mit ihm ging er zwischen 1977 und 1993 auf Tournee und nahm Alben wie „White Nights & Jazz in Leningrad“ oder „Dr. T.“ auf. Er ist weiterhin auf Alben von Nat Adderley, Clark Terry, Johnny Hartman, Herbie Mann, Attila Zoller und Harold Alexander zu hören. Zudem arbeitete er mit Buddy Terry, Hank Jones und Susannah McCorkle.

## Lexigraphische Einträge
- Leonard Feather, Ira Gitler: The Biographical Encyclopedia of Jazz. Oxford University Press, New York 1999, ISBN 0-19-532000-X.
- Martin Kunzler: Jazz-Lexikon. Band 1: A–L (= rororo-Sachbuch. Bd. 16512). 2. Auflage. Rowohlt, Reinbek bei Hamburg 2004, ISBN 3-499-16512-0.